# Oodescelis polita
Oodescelis polita är en skalbaggsart som först beskrevs av Sturm 1807.  Oodescelis polita ingår i släktet Oodescelis, och familjen svartbaggar. Arten har ej påträffats i Sverige.

## Bildgalleri

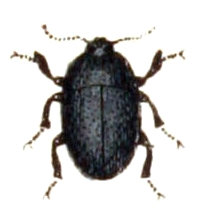